# Le Dernier Voyage du Téméraire
Le Dernier Voyage du Téméraire (ou Le Téméraire remorqué à son dernier mouillage pour y être détruit, en anglais The Fighting Temeraire tugged to her last berth to be broken up, 1838) est une peinture à l'huile sur toile réalisée en 1838 par le peintre et graveur britannique Joseph Mallord William Turner (1775-1851). Le tableau, exposé pour la première fois à la Royal Academy en 1839, dépeint l'un des derniers navires de ligne de deuxième rang qui joua un rôle capital dans la bataille de Trafalgar, le  HMS Temeraire, tracté par un remorqueur à vapeur muni de roues à aubes vers Rotherhithe (au sud-est de Londres), pour y être détruit.
C'est une huile sur toile de 91 × 122 cm, exposée à Londres, à la National Gallery.

## Historique
Dans plusieurs de ses dernières toiles, J.M.W. Turner utilise les images du progrès et de l’industrie moderne, en général écartées par les peintres plus conventionnels, qui jugeaient ces thèmes « non artistiques ». Pluie, vapeur et vitesse, Le Dernier Voyage du Téméraire, Staffa et Le Château de Douvres sont des illustrations du vif intérêt porté par Turner pour le progrès technique, alors à l’œuvre à son époque dans le cadre de la deuxième révolution industrielle.
Ici, Turner peint la fin d’une ère, celle du navire de ligne HMS Temeraire, vétéran de Trafalgar. Cette œuvre, avec celles citées ci-dessus, témoigne de la fascination de Turner pour le monde moderne et la révolution industrielle.
Cette toile, considérée comme sa préférée par Turner, est significative sous bien des aspects pour la vie de l'artiste. Le peintre semble s’identifier au vieux navire de guerre, ancien protagoniste de la bataille de Trafalgar : lui aussi se sent comme un vétéran, chargé d’honneurs et de gloire mais désormais sur la voie du déclin.

## Description

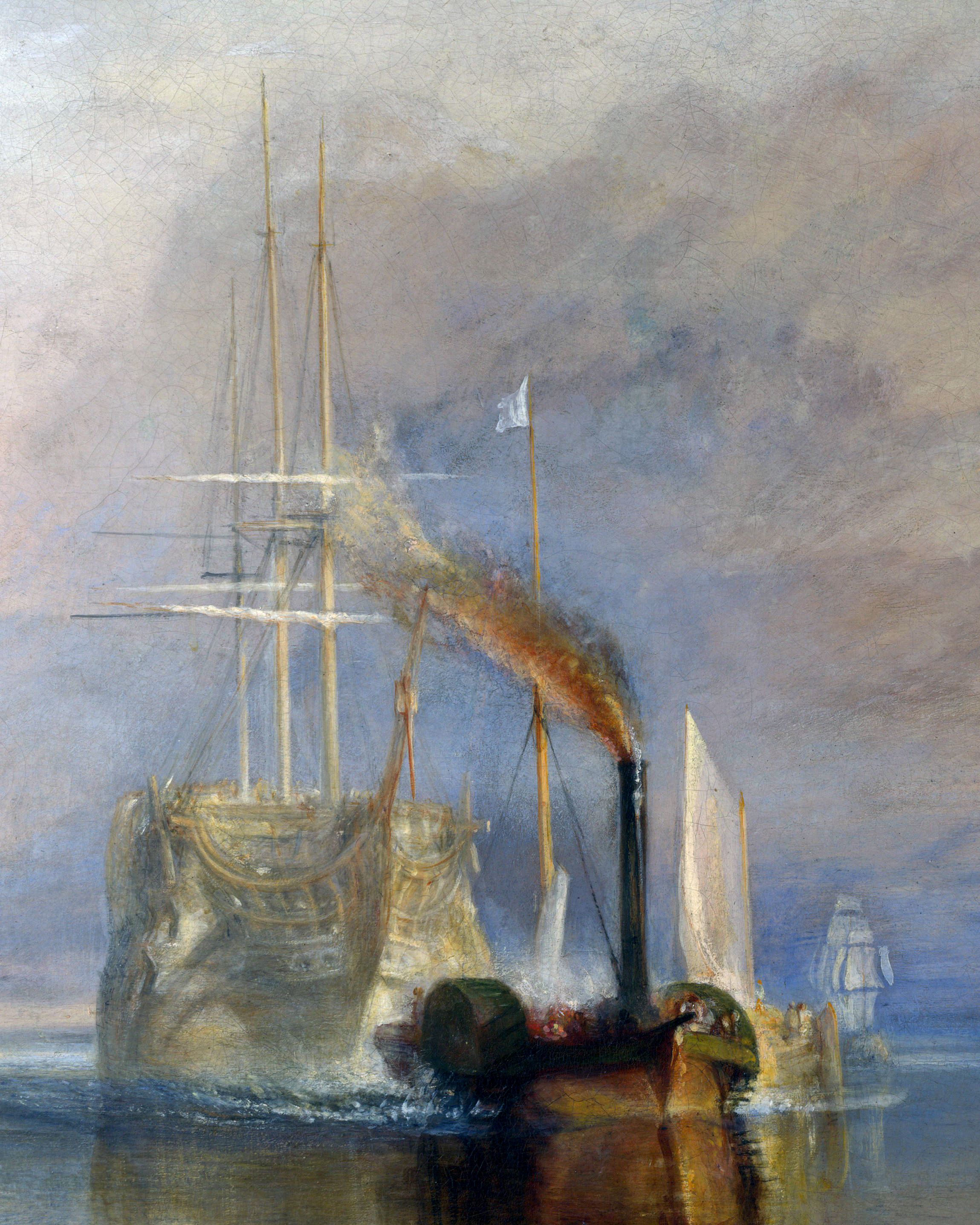
Détail de l'œuvre.

Le tableau est manifestement divisé en deux parties verticales : celle de gauche y concentre le plus d’éléments matériels avec 5 bateaux représentés alors que celle de droite regroupe des phénomènes naturels et quelques éléments maritimes.
La manière dont Turner dispose les couleurs trouve ici son apogée.
La structure du tableau ne pourrait être plus claire : ses couleurs sont presque toutes les couleurs de base bleue et jaune et leurs valeurs comprimées ou éclaircies. À partir du soleil clair, les couleurs se condensent dans les nuages en jaune, orange et rouge jusqu’au noir des embarcations à contre-jour.
L’horizon s’assombrissant est éclairci en bleu vers le haut et se fond plus loin dans le blanc pâle des nuages. On retrouve cet assemblage de couleurs polaires résumé près du vapeur, près de l’eau — à gauche — et près du « Téméraire » clair.
La composition de cette peinture est inhabituelle : l'objet le plus important, le vieux navire de guerre, est placé à la gauche du tableau, où il se présente contre un triangle bleu du ciel et des brumes. La beauté de l'ancien navire est en contraste frappant avec le remorqueur sale et noirci.

## Dans la culture populaire
L'œuvre est une figure centrale de l'une des scènes du film 007 Skyfall, le 23e film de James Bond. Dans la National Gallery, l'Agent 007 observe le tableau en silence en attendant son collègue Q, qui le rejoint afin de lui fournir son pistolet et sa montre puisque que James Bond reçoit la permission de reprendre le service actif malgré d'importantes difficultés physiques et psychologiques. Le tableau fait alors allusion au changement d'époque conduit par le progrès technologique, en particulier "l'obsolescence" des humains (ici des espions) et leur remplacement par les technologies, thème central dans 007 Skyfall,.

## La couleur
Goethe a décrit le phénomène originel de la couleur dans son Traité des couleurs rédigé en 1810.
La clé de l'harmonie de ce tableau se trouve dans les corrélations de l’ensemble des coloris. L’ensemble du monde pictural éclate en couleurs.
Dans sa dernière phase de création, Turner étudia minutieusement la théorie des Couleurs de Goethe. Celle-ci est absolument capitale si l’on veut comprendre Turner dans ses dernières années de création[réf. souhaitée].